# Tabons
Tabom ou, coletivamente, Tabons era o grupo de brasileiros anteriormente escravizados que, após a Revolta dos Malês, ocorrida na noite de 24 para 25 de janeiro de 1835 na cidade de Salvador, capital da então província da Bahia, no Brasil, chegou a Gana.
Na ocasião, pessoas anteriormente escravizadas e de origem africana retornaram à costa da África Ocidental (na época Daomé) — não necessariamente aos locais de procedência de suas linhagens. Os que foram para o que hoje é Gana, em 1836, foram denominados "Tabom" porque, desconhecendo as línguas locais, respondiam apenas "tá bom" (corruptela de "está bom") a tudo que lhes era dito. (Foram também designados como retornados pelas autoridades brasileiras.)
Originalmente estabelecidos na região em torno ao porto de Acra, acabaram por conquistar o respeito da população por disseminar tecnologias ainda ali desconhecidas como, por exemplo, técnicas para a localização de água doce, o que em muito contribuiu para o desenvolvimento da cidade. Também eram bons alfaiates, detendo até hoje a liderança no setor de alfaiataria no país.
Embora tenham perdido a capacidade de falar português, mantêm a referência de ser um grupo de brasileiros anteriormente escravizados, conservando algumas tradições ligadas à música e ao vestuário.
São conhecidos pelos locais pelos seus nomes portugueses porém, segundo a embaixadora brasileira no país, Irene Gala, sua história é pouco contada mesmo em Gana, a despeito da importância que tiveram para o desenvolvimento sobretudo da cidade de Acra, hoje a capital.
Mais para leste, nos atuais Benim, Togo e Nigéria, os afro-brasileiros retornados são chamados de Agudás ou Amarôs.